# Midas Wolf
Midas Wolf (Engels: Zeke (Midas) Wolf of Br'er Wolf) is een fictieve wolf uit de tekenfilms en strips van The Walt Disney Company. In de verhalen wordt hij ook vaak de Grote Boze Wolf (Engels: Big Bad Wolf) genoemd.

## Achtergrond
Het personage debuteerde in het korte Silly Symphonies-tekenfilmpje Three Little Pigs (1933) en figureerde nadien nog in drie andere tekenfilmpjes uit deze serie. Sindsdien is hij een populaire antagonist geworden in heel wat stripverhalen. 
Het personage van Midas is oorspronkelijk gebaseerd op de [Grote] Boze Wolf die voorkomt in enkele klassieke, onder meer door de gebroeders Grimm opgetekende sprookjes. Een van deze sprookjes is De wolf en de drie biggetjes, waarop het hiervoor genoemde Disneyfilmpje is gebaseerd.

## Verhaallijnen
Midas Wolf woont als stripfiguur in het Duckstadse Bos. Het belangrijkste doel in zijn leven is het vangen en opeten van de drie biggetjes Knir, Knar en Knor. Zijn zoontje Wolfje probeert hem hier altijd van te weerhouden. Het vangen van de drie biggetjes lukt Midas soms wel, maar in het opeten van de biggetjes faalt hij altijd, bijvoorbeeld doordat Wolfje er steeds op tijd een stokje voor weet te steken. Omdat dit hem niet lukt, eet Midas vrijwel altijd grutjes of bonen, hoewel hij daar een grote hekel aan heeft. Midas schaamt zich voor zijn zoon omdat die tegen iedereen zo aardig is, terwijl wolven juist slecht horen te zijn.
Midas is een van de leden van de Booswichtenclub, al komt er van de plannen die hij samen met de rest van die club maakt vrijwel nooit iets terecht.

### Overige familie
Behalve Wolfje verschijnen er af en toe ook andere familieleden van Midas in beeld. Het vaakst zijn dit zijn moeder die hem nog steeds als een klein kind behandelt en zijn eveneens kwaadaardige broer Stef en diens zoontje Pollo. Verder heeft of had Midas nog allerlei ooms en (achter-)neven, die meestal in niet meer dan één verhaal voorkomen.
In de filmpjes Three Little Wolves (1936) en The Practical Pig (1939) blijkt Midas nog drie andere zoontjes (tevens een drieling) te hebben, die wél net zo kwaadaardig zijn als hij. Deze drie wolfjes komen ook voor in enkele stripverhalen, maar hun relatie tot Wolfje blijft onbekend.

## In de strips

### Krantenstrips
In 1936 verscheen er voor het eerst een krantenstrip met daarin de Grote Boze Wolf en de drie biggetjes. Dit verhaal bestond uit 32 kleurenpagina's. Het was geschreven door Ted Osborne en getekend door Al Taliaferro.
In 1939 werd voor het eerst in Nederland een krantenstrip met Midas gepubliceerd in De Telegraaf. Hierin heette Midas nog Wouter de Wolf en Knir, Knar en Knor nog Lodewijk, Sjambon en Jakob Big.

### Donald Duck
In oktober 1952 verschenen Midas en Wolfje (destijds in zwart-wit) reeds in het eerste nummer van de Donald Duck dat in Nederland verscheen. In de jaren zestig verscheen er tweewekelijks een strip van de Kleine Boze Wolf van Jan Steeman en Patty Klein. In 1985 stond er elke week een kort verhaal met Midas in de hoofdrol op de achterkant van de Donald Duck. In de jaren tachtig en negentig verschenen er veel verhalen van de hand van Dick Matena.

## Discografie
- De grote Boze Wolf, ep, De medaille van de burgemeester / De drie biggetjes zijn niet te vangen, De Geïllustreerde Pers N.V. Amsterdam, 1963, DD-632 (grammofoonplaatje van flexibel dun materiaal; 331/3 toeren).

## Films
Behalve in Three Little Pigs, verscheen Midas Wolf nog in drie andere filmpjes uit de Silly Symphonies-serie:
- The Big Bad Wolf (1934)
- Three Little Wolves (1936)
- The Practical Pig (1939)

Daarnaast verscheen hij in Mickey's Polo Team als een van de polospelers, had hij een cameo in Who Framed Roger Rabbit, verscheen als hij kerstman op een straathoek in Mickey's Christmas Carol. Ook maakte hij nog zijn opwachting in Disney's House of Mouse en Mickey's House of Villains.

## In andere talen
- Deens: Store Stygge Ulv
- Duits: Der große böse Wolf, Ede Wolf
- Engels: The Big Bad Wolf, Zeke Wolf
- Fins: Iso Paha Susi, Sepe Susi
- Frans: Grand Loup, Zeke
- IJslands: Ljóti Grimmi Úlfur, Stóri grimmi Úlfur
- Italiaans: Ezechiele Lupo
- Lets: Lielais ļaunais vilks
- Pools: Wilk Bardzozły
- Spaans: Lobo Feroz
- Tsjechisch: Zlý Vlk
- Zweeds: Stora Stygga Vargen, Zeke Varg